# Caica-papagáj
A caica-papagáj (Pyrilia caica), korábban sapkás papagáj, a madarak osztályának papagájalakúak (Psittaciformes) rendjébe, a papagájfélék (Psittacidae) családjába és az araformák (Arinae) alcsaládjába tartozó faj.

## Rendszerezése
A fajt John Latham angol ornitológus írta le 1790-ben, a Psittacus nembe Psittacus caica néven. Egyes szervezetek a Pionopsitta nembe sorolják Pionopsitta caica néven. Sorolták a Gypopsitta nembe Gypopsitta caica néven is.

## Előfordulása
Dél-Amerika északi részén, Francia Guyana, Guyana, Suriname és Venezuela területén honos. Természetes élőhelyei a szubtrópusi vagy trópusi síkvidéki esőerdők. Állandó, nem vonuló faj.

## Megjelenése
Átlagos testhossza 23 centiméter, testtömege 121-143 gramm.

## Természetvédelmi helyzete
Az elterjedési területe még nagy, de csökken, egyedszáma ugyan stabil, de a csökkenésére számítanak. A Természetvédelmi Világszövetség Vörös listáján nem fenyegetett fajként szerepel.